# NELL1
NELL1‏ (Neural EGFL like 1) هوَ بروتين يُشَفر بواسطة جين NELL1 في الإنسان.